# Pyrgomantis rhodesica
Espèce
Pyrgomantis rhodesica est une espèce d'insectes de la famille des Eremiaphilidae (ordre des Mantodea).

## Répartition
Cette espèce se rencontre en zone afrotropicale. Elle est notamment présente en Afrique du Sud, au Botswana, en Namibie en Zambie et au Zimbabwe,.

## Biotope
Pyrgomantis rhodesica semble être presque entièrement confinée dans la partie orientale de l'Afrique australe et affectioner les sites avec 400 mm et plus de précipitations annuelles bien qu'elle ait été attestée à plusieurs reprises dans la zone de précipitations de 200 mm.

## Description
Cette espèce est de couleur grise. Le mâle mesure de l'ordre de 42 mm de long avec des élytres longues d'environ 23 mm.
La tête, en vue de face, est plus haute que large avec un clypéus frontal non transversal. Elle est allongée et pointue. Elle présente un long prolongement conique sur le vertex,. Les antennes sont courtes et sétacées chez les deux sexes. Les yeux sont oblongs et non proéminents. Les ocelles du mâle sont très grands et ceux de la femelle sont petits. Celui du bas est situé entre les antennes. 
Le pronotum est linéaire et d'égale largeur partout et n'est pas deux fois plus long à l'avant qu'à l'arrière. Le prothorax est oblong, subparallèle à la tête et légèrement plus court. Chez le mâle, la bande noire produite antérieurement sur le prosternum est pointue.
Les élytres et les ailes sont hyalines,. La membrane anale des élytres est allongée et trois fois plus longue que large. Le mâles est mésoptères à brachyptères et la femelles est microptères. Chez le mâle, la zone costale des élytres est translucide avec des veines obliques qui sont peu ou pas du tout confluentes.
Les pattes sont simples et courtes. Les fémurs antérieurs sont armés d'épines discoïdales et ne sont pas deux fois plus longs que l'avant du tibia. Les fémurs intermédiaires et postérieurs ne présentent pas d'épine apicale.
L'abdomen est linéaire.

## Systématique
L'espèce Pyrgomantis rhodesica a été nommée et décrite en 1917 par l'entomologiste italien Ermanno Giglio-Tos avec un épithète spécifique faisant référence au lieu de provenance de l'animal ayant servi à la description originale, la Rhodésie.

### Publication originale
- Giglio-Tos, E. 1917. Mantidi Esotici, Generi e Specie Nuove. Bollettino della Società Entomologica Italiana, 48: 43-108 (p. 106)